# Sistemas de escrita mesoamericanos

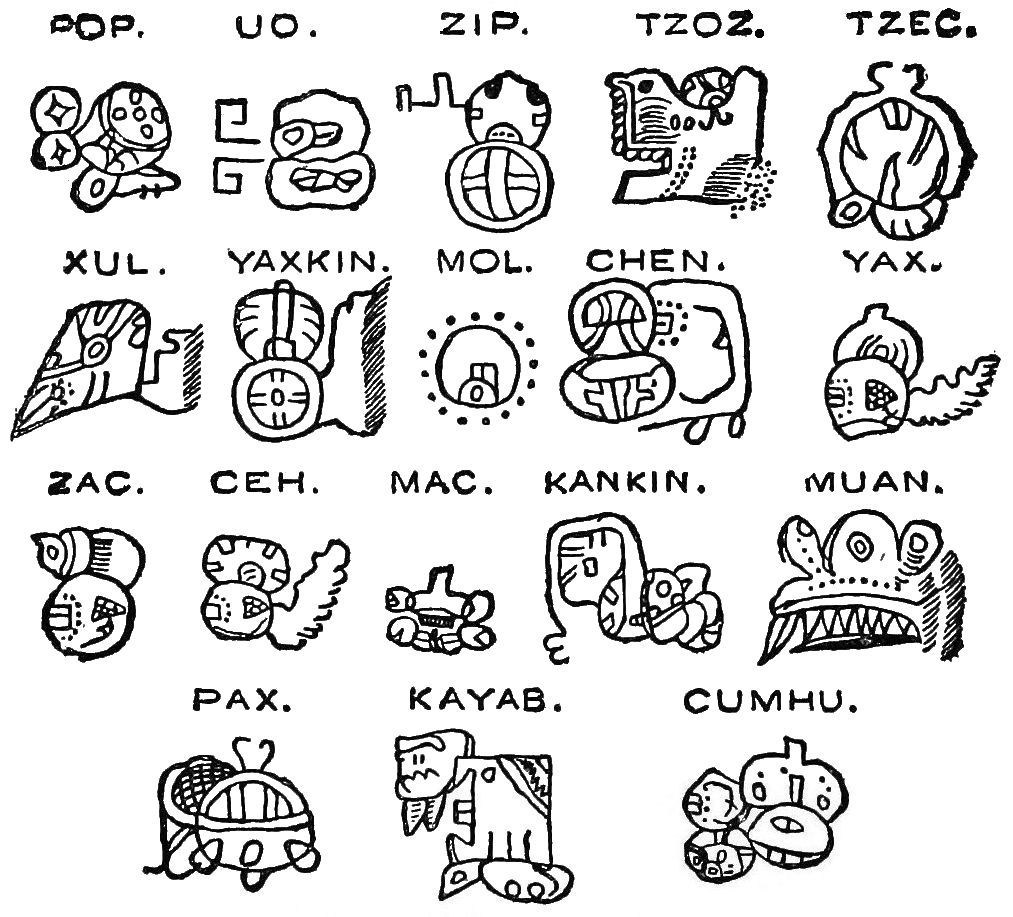
Glifos maia para os meses do ano.

A Mesoamérica, tal como a Mesopotâmia, China e Egito, é um dos poucos locais do mundo onde a escrita parece ter se desenvolvido de modo independente. Os sistemas de escrita mesoamericanos decifrados até agora são logossilábicos, combinando o uso de logogramas com um silabário, sendo muitas vezes designados como sistemas de escrita hieroglíficos. Encontram-se documentados cinco ou seis diferentes sistemas de escrita na Mesoamérica. Destes, o mais bem documentado e decifrado, e como tal o mais conhecido, é o sistema de escrita maia. Existe também extensa literatura mesoamericana, parte dela escrita em sistemas de escrita indígenas e outra parte em transcrições pós-conquista feitas no alfabeto latino.

## Origens
Ainda são desconhecidas as origens das escritas mesoamericanas. Existe quase um consenso entre os especialistas de que foi um desenvolvimento independente e original a partir de algum sistema pictográfico usado na região em tempos remotos, e ainda não identificado. Os registros seguros de verdadeira escrita mais antigos encontrados foram datados de c. 700-c. 400 a.C., localizados no sul do México. Aparentemente em torno de 500 a.C. já havia dois sistemas em uso na região, o zapoteca e o chamado "do sudeste", que provavelmente derivaram de uma fonte comum, que deve ter iniciado sua formação muitos séculos antes.
Artefatos gravados com uma variedade de figuras, sinais e marcas já existiam na cultura olmeca, que floresceu a partir de c. 1500-1200 a.C., mas ainda não foi provado que constituem um sistema de escrita. Pode, por outro lado, ter sido um ponto de partida para um desenvolvimento que levou à escrita verdadeira.

### Hipótese da importação
Algumas evidências sugerem que o sistema mesoamericano possa ter sido uma importação, adaptada de um sistema de escrita chinês. Já foram documentadas similitudes em algumas características importantes de ambos os sistemas:
- Organização do texto em colunas verticais, lidas de cima para baixo
- A escrita emprega usualmente um sistema de glifos compostos e não simples, com dois ou mais sinais (logogramas compostos), geralmente com leitura logossilábica
- Emprego de sinais auxiliares da leitura de caráter fonético, indicando a correta pronúncia e significado para logogramas de uso múltiplo.

Segundo Steven Fischer, de todos os sistemas de escrita conhecidos no mundo, somente o chinês e o mesoamericano compartilham de todos esses traços, e em sua opinião, "a semelhança [...] é, de fato, grande demais para ser coincidência". Contudo, a hipótese de um contato entre Ásia e Mesoamérica depois da grande migração ocorrida na Pré-História mais de 10 mil anos atrás, cruzando o Estreito de Behring, nunca foi provada, e para a maioria dos pesquisadores parece implausível. Também foram apontadas algumas semelhanças entre o estilo de artefatos chineses e alguns artefatos da civilização olmeca, embora também este ponto permaneça controverso.

## Escrita olmeca

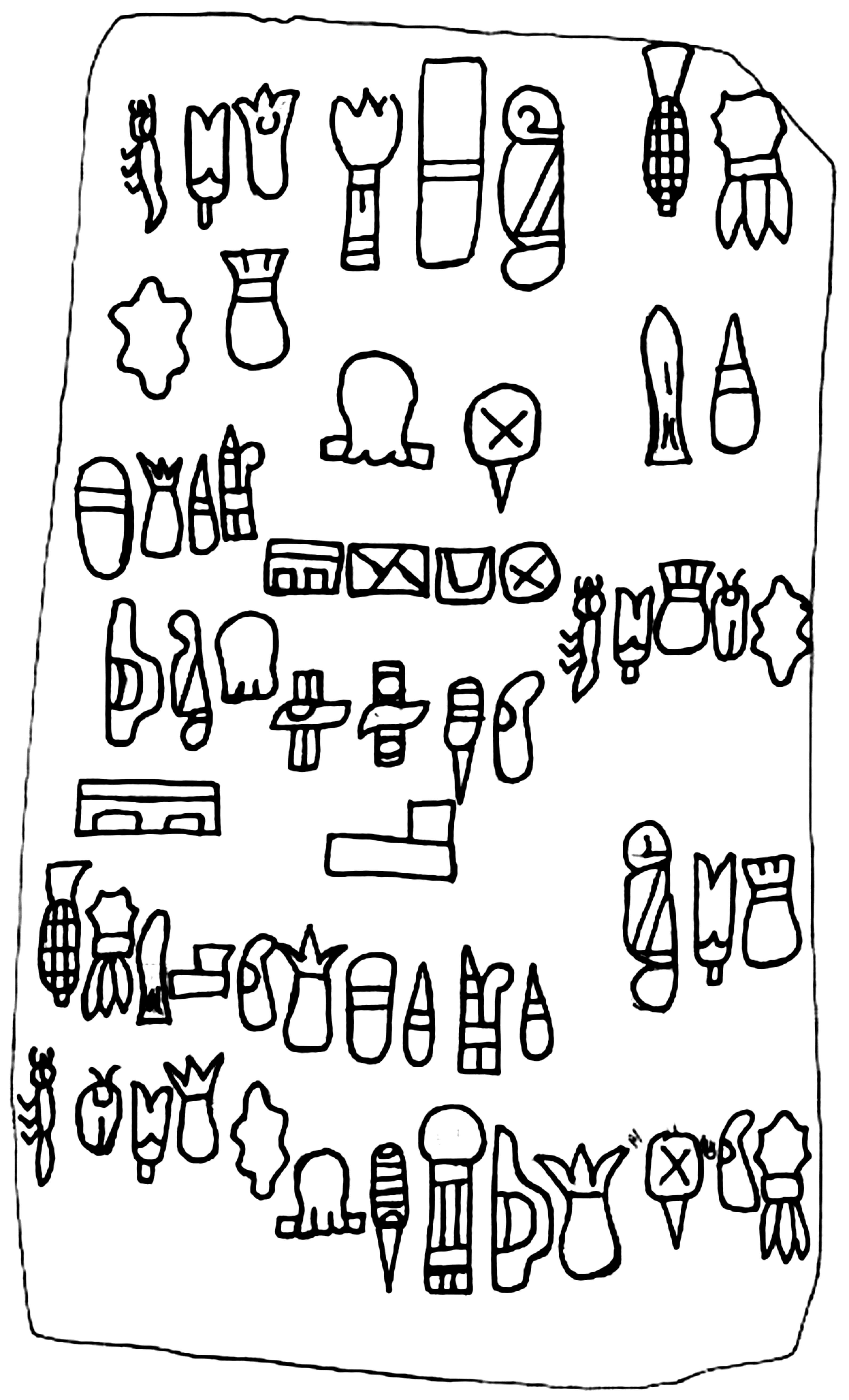
Os 62 glifos do bloco de Cascajal

Peças de cerâmica olmeca mais antigas mostram representações daquilo que parecem ser códices, sugerindo que os códices de amate, e por extensão uma escrita bem desenvolvida, existiam já no tempo dos olmecas. Era também pensado desde há muito tempo que muitos dos glifos presentes em esculturas monumentais olmecas, tais como os do chamado "Monumento do Embaixador" (monumento 13 de La Venta), representavam uma forma antiga da escrita olmeca. Esta suspeita foi reforçada em 2002 pelo anúncio da descoberta de glifos semelhantes em San Andrés.
Em Setembro de 2006, um relatório publicado na revista Science anunciou a descoberta do bloco de Cascajal, um pequeno bloco de escrita de serpentina com 62 caracteres diferentes de quaisquer outros até então conhecidos na Mesoamérica. Este bloco foi descoberto por habitantes actuais da área nuclear olmeca e foi datado pelos arqueólogos de aproximadamente 900 a.C., com base em outros detritos. Se a autenticidade e a datação puderem ser comprovadas, tratar-se-á da mais antiga escrita da Mesoamérica. 

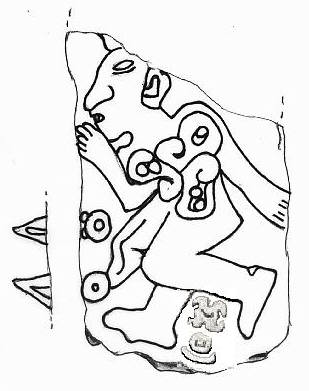
Monumento 3 de San José Mogote. Os dois glifos sombreados entre as suas pernas correspondem provavelmente ao seu nome, Terramoto 1

## Escrita zapoteca
Outro candidato a sistema de escrita mais antigo da Mesoamérica é os sistema de escrita da civilização zapoteca. Surgida no final do período pré-clássico após o declínio da civilização olmeca, os zapotecas da actual região de Oaxaca, construíram um império em redor de Monte Albán. Em alguns monumentos deste sítio arqueológico, os arqueólogos descobriram textos extensos num sistema de escrita glífico. Alguns sinais podem ser reconhecidos como informação calendárica mas o sistema de escrita como tal permanece indecifrado. Lido em colunas de cima para baixo, a sua execução é de algum modo mais tosca que a da escrita maia clássica o que levou os epigrafistas a pensar que este sistema de escrita era também menos fonético que o largamente logossilábico sistema de escrita maia. Trata-se, no entanto, de meras especulações.
O mais antigo monumento com escrita zapoteca é uma pedra de danzante oficialmente conhecida como monumento 3, encontrada em San José Mogote, Oaxaca. Apresenta um relevo do que parece ser um cativo morto e ensanguentado com dois sinais glíficos entre as suas pernas, provavelmente o seu nome. Inicialmente datada de 500 - 600 a.C., já foi considerada a mais antiga escrita da Mesoamérica. No entanto, têm sido levantadas dúvidas sobre esta datação e o monumento pode ter sido reutilizado. O sistema de escrita zapoteca deixou de ser utilizado apenas no final do período clássico.

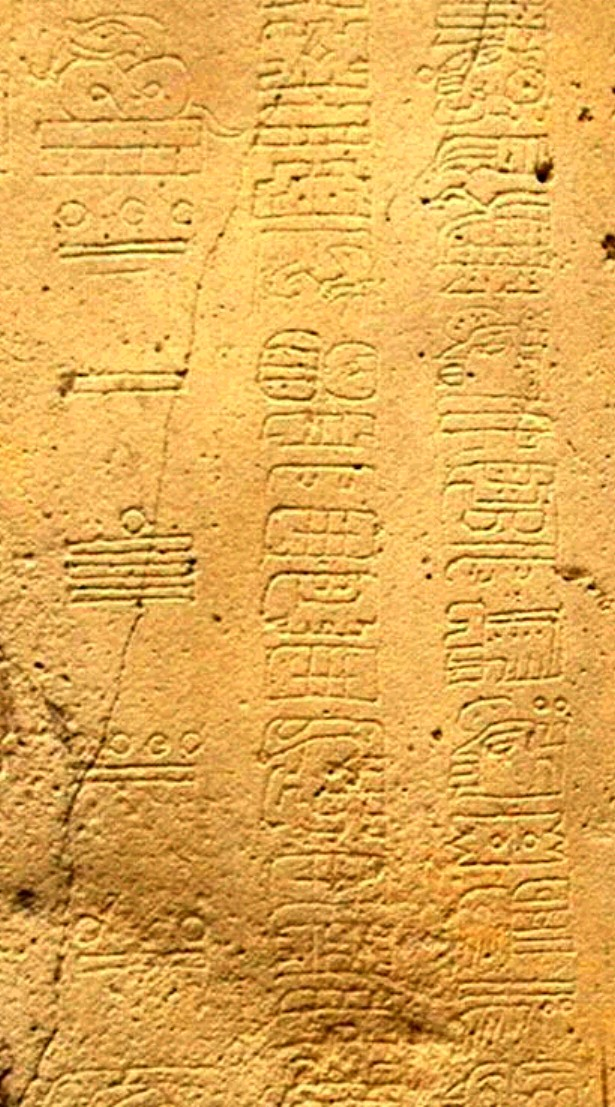
Pormenor da estela 1 de La Mojarra do século II, mostrando três colunas de glifos (MUseu de Antropologia de Xalapa, Veracruz, México). As duas colunas da direita são glifos da escrita ístmica. A coluna da esquerda é a data 8.5.16.9.9 segundo a contagem longa, correspondente a 162 d.C

## Escrita epiolmeca ou ístmica
Um pequeno número de artefactos encontrados no istmo de Tehuantepec mostram exemplos de outro antigo sistema de escrita mesoamericano. Podem encontrar-se neles informações calendáricas, no entanto tudo o mais encontra-se por decifrar. Os mais longos destes textos encontram-se na estela 1 de La Mojarra e na estatueta de Tuxtla. O sistema de escrita utilizado está muito próximo da escrita maia, utilizando glifos afixais e datas na contagem longa, mas é lido coluna a coluna tal como o sistema zapoteca. Foi sugerido que este sistema de escrita epiolmeca ou ístmico é o antecessor directo do sistema de escrita maia, dando assim uma origem não-maia ao sistema de escrita maia. Outro artefacto com escrita epiolmeca é a estela de Chiapa de Corzo, a qual é o monumento das Américas com a mais antiga data inscrita: a data na conta longa inscrita na estela data-a de 36 a.C.
Num texto publicado em 1997, John Justeson e Terrence Kaufman apresentaram uma decifração da escrita epiolmeca. Porém, no ano seguinte, a sua interpretação foi disputada por Stephen Houston e Michael D. Coe, que não conseguiram aplicar com sucesso o sistema de decifração de Justeson e Kaufman a uma inscrição epiolmeca encontrada numa máscara até então desconhecida. Esta questão permanece em aberto.

## Escritas de Abaj Takalik e Kaminaljuyú
Nos sítios arqueológicos das terras altas maias de Abaj Takalik e Kaminaljuyú foram encontradas inscrições datadas do tempo da cultura de Izapa. É possível que nesta área no tempo do período pré-clássico fosse falada uma forma antiga da língua mixe-zoque, e as inscrições ali encontradas podem estar escritas em tal língua e não numa língua maia. Alguns glifos destas escritas são legíveis pois são idênticos a glifos maias mas o sistema de escrita permanece indecifrado. O elevado grau de ruína e destruição nestes sítios arqueológicos torna improvável a possibilidade de serem descobertos mais monumentos contendo esta escrita que tornassem a sua decifração possível.

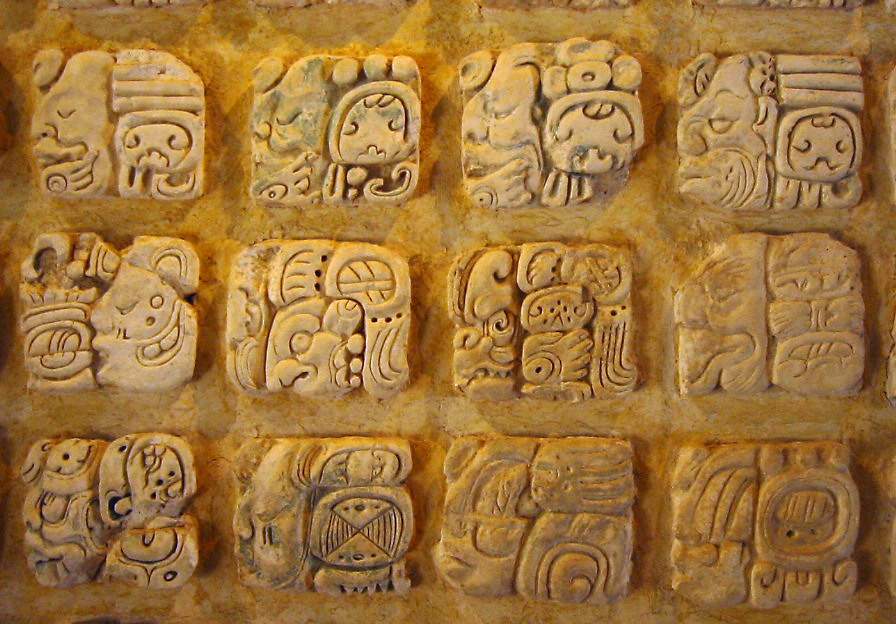
Glifos maias em estuque no Museo de Sitio em Palenque, México

## Escrita maia
A escrita maia está atestada desde meados do período pré-clássico no centro de Petén nas terras baixas maias, e ultimamente os estudiosos sugeriram que as mais antigas inscrições maias podem ser de facto as mais antigas da Mesoamérica. Exemplos mais antigos incluem as inscrições pintadas das grutas de Naj Tunich e La Cobanerita em El Petén, Guatemala. São consideradas como as mais elaboradas as inscrições dos sítios clássicos de Palenque, Copán e Tikal.
De um modo geral, considera-se que a escrita maia foi o mais desenvolvido dos sistemas de escrita mesoamericanos, sobretudo por causa da sua estética extraordinária e também porque foi decifrado. Na escrita maia, os logogramas e os sinais silábicos são combinados. Estão documentados cerca de 700 glifos diferentes, 75% dos quais terão sido decifrados. Estão documentados cerca de 7000 textos em escrita maia.

## Escrita ñuiñe
Pouco se avançou no conhecimento do sistema de escrita ñuiñe, empregue na Mixteca Baja durante o período Clássico. As similaridades entre este sistema e a escrita zapoteca dificultam o trabalho de decifrar o código, pois acrescenta a complexidade de delimitar qual é o âmbito de distribuição de ambos os sistemas de escrita . De acordo com Rodríguez Cano , as produções gráficas Ñuiñe encontram-se distribuídas num território que abrange os distritos de Silacayoapan, Huajuapan de León, e Juxtlahuaca, em Oaxaca, bem como a região de Acatlán no estado de Puebla. 
Assim como o sistema zapoteco, a escrita ñuiñe emprega o sistema de pontos e raias para representar os numerais —onde um ponto representa a unidade e uma barra representa o número cinco, signos que com iguais valores foram empregues na numeração maia— e compartilha com o primeiro alguns glifos correspondentes aos vinte dias do calendário pré-colombiano que foi empregue nessa região. A informação contida nas mensagens pictográficas ñuiñe basicamente corresponde a informação de calendário, e dá conta do emprego dos dois calendários comuns aos povos pré-colombianos da Mesoamérica — um solar, de 360 dias, e outro ritual, de 260— . Estes mensagens foram recolhidos de estelas e pinturas rupestres na Mixteca Baja. Entre eles seria preciso assinalar as pinturas de Puente Colosal, no vale de Coixtlahuaca .

## Escrita mixteca

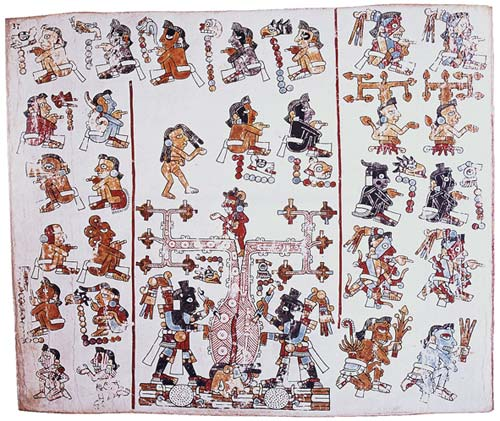
Lâmina 37 do Códice Vindobonensis, a qual narra o nascimento dos primeiros seres terrestres, os ñuhu, a partir da Mãe Pochote no Vale do Tabaco Ardendo

A escrita mixteca começou a ser empregue no século XIII. Trata-se de um sistema semasiográfico. Foi empregue pelos mixtecas pré-colombianos, e muitas das suas características passaram depois a outros sistemas de escrita como o dos Mexicas e o chamado Mixteca-Puebla, cuja pertença étnica é objeto de debate entre os especialistas. O sistema mixteca de escrita é composto de um conjunto de signos e representações figurativas que serviam como uma espécie de pistas nos relatos, que eram reconstruídos oralmente pelos iniciados no código —usualmente sacerdotes e outros membros da classe alta mixteca.
A escrita mixteca conserva-se em vários objetos arqueológicos que sobreviveram à Conquista espanhola. Entre eles encontram-se quatro códices pré-colombianos trabalhados sobre pele de veado curtida e recoberta com estuque. Estes códices leem-se em sentido de bustrofédon, ou seja, em ziguezague, seguindo umas linhas vermelhas que indicam o caminho da leitura . A maior parte do conhecimento atual sobre a escrita dos mixtecas é produto da obra de Alfonso Caso, que empreendeu a tarefa de decifrar o código baseado num conjunto de documentos pré-colombianos e coloniais da cultura mixteca.
Como outros sistemas mesoamericanos de escrita, os mixtecas dispunham de um complexo de símbolos que lhes permitiam registrar datas históricas. Contudo, desconheciam a conta longa, característica das escritas do sudeste de Mesoamérica. Pelo outro lado, os códices que se conservam registram acontecimentos históricos deste povo pré-colombiano, especialmente os relacionados ao expansionismo na era de Oito Veado, senhor de Tilantongo.

## Escrita nas culturas do pós-clássico

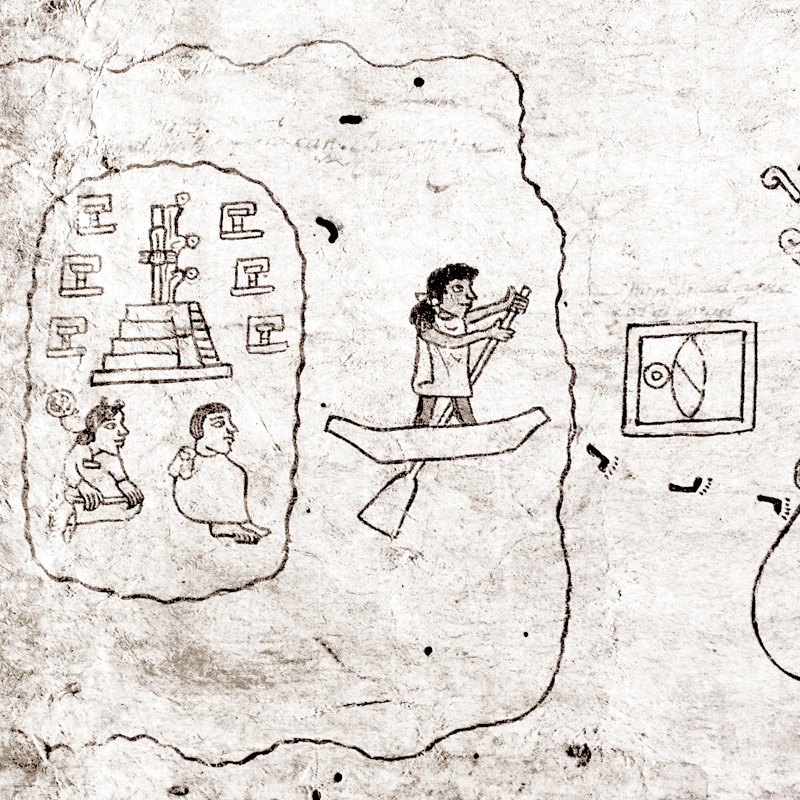
Detalhe da primeira página do códice Boturini asteca, mostrando o uso de escrita semasiográfica combinada com elementos fonéticos glíficos

Após o colapso da civilização maia do clássico, o sistema glífico maia continuou a ser usado mas de forma menos generalizada. As inscrições pós-clássicas podem ser encontradas na península de Iucatã em sítios como Chichén Itzá e Uxmal, mas o estilo não é de todo tão consumado como o das inscrições maias do clássico. Outras culturas pós-clássicas como os astecas não desenvolveram um sistema de escrita, em seu lugar utilizavam uma escrita semasiográfica apesar de ser possível que eles se encontrassem num lento processo de desenvolvimento de princípios fonéticos na sua escrita através do uso do princípio rébus. Os glifos astecas para nomes, por exemplo, combinam elementos logográficos com leituras fonéticas. Não tivesse a conquista do México pelos espanhóis introduzido o alfabeto latino nas Américas, os astecas poderiam, também eles, ter inventado uma escrita mesoamericana.